# Brontë (familie)
De Brontës vormden een negentiende-eeuwse literaire familie uit het dorpje Haworth (West Yorkshire). 
De naam komt van het Ierse Ó Pronntaigh. Andere verengelste vormen waren Brunty en Prunty. Het trema op de eindletter komt merkwaardig voor, het Iers noch het Engels kennen dit teken. Het werd door Patrick Brontë, de vader van de gezusters, geschreven om te verhinderen dat de tweede lettergreep niet zou worden uitgesproken.
De gezusters Charlotte (1816-1855), Emily (1818-1848) en Anne (1820-1849) werden bekend als dichters en schrijvers. Net als veel hedendaagse vrouwelijke schrijvers publiceerden zij hun gedichten en romans onder mannelijke pseudoniemen, respectievelijk Currer, Ellis en Acton Bell. Hun verhalen trokken onmiddellijk de aandacht en werden geprezen om hun passie en originaliteit. Charlotte was met haar roman Jane Eyre de eerste die succes kende. Ook Emily's Wuthering Heights, Annes The Tenant of Wildfell Hall en andere werken werden later beschouwd als meesterwerken van de Engelse literatuur. De drie zussen en hun broer Branwell waren heel hecht met elkaar verbonden. Al tijdens hun kindertijd ontwikkelden zij hun verbeelding door samen steeds complexere verhalen te schrijven. Het effect van de dood van hun moeder en daarna van hun twee oudere zussen (Maria en Elizabeth), had een diepgaande invloed op hun leven en werk.
De gezusters Emily en Charlotte brachten enkele jaren door in Brussel. Vanaf 1842 studeerden zij talen, piano en goede manieren in het Pensionnat de Demoiselles van Héger.
Hun vroegrijpheid en het tragische leven van de vijf zusters (Maria en Elizabeth inbegrepen), die naar verluidt allen op jonge leeftijd aan tuberculose stierven (al wordt er in het geval van Charlotte vermoed dat er eigenlijk sprake was van complicaties bij zwangerschap), sprak zeer tot de verbeelding van latere generaties. Hun huis, de pastorie van Haworth in Yorkshire, nu het Brontë Parsonage Museum, groeide uit tot een bedevaartsoord dat jaarlijks honderdduizenden bezoekers aantrekt.